# Campionato mondiale di hockey su ghiaccio femminile Under-18 2008
Il 1º Campionato mondiale di hockey su ghiaccio femminile U-18 è stato assegnato dall'International Ice Hockey Federation al Canada, che lo ha ospitato a Calgary nel periodo tra il 7 e il 12 gennaio 2008. Gli incontri si sono disputati in due diverse piste, la Norma Bush Arena e la Father David Bauer Olympic Arena. Nella finale gli Stati Uniti si sono aggiudicati il primo titolo assoluto di categoria sconfiggendo i padroni di casa del Canada con il punteggio di 5-2. Al terzo posto è giunta la Rep. Ceca, che ha avuto la meglio sulla Svezia per 4-2. Tale campionato è ristretto alle sole giocatrici non professioniste al di sotto dei 18 anni d'età, ed è stato creato come equivalente femminile dei campionati giovanili maschili Under-20 e Under-18.

## Partecipanti
Al torneo prendono parte 8 squadre:
| 6 dall'Europa     | Finlandia | Germania    |
| 6 dall'Europa     | Rep. Ceca | Russia      |
| 6 dall'Europa     | Svezia    | Svizzera    |
| 2 dal Nordamerica | Canada    | Stati Uniti |

## Gironi preliminari
Le otto squadre partecipanti sono state divise in due gironi da 4 cinque squadre ciascuno: le compagini che si classificano al primo e al secondo posto accedono alle semifinali. Le terze e le quarte classificate di ciascun raggruppamento disputano invece il girone per i piazzamenti.

### Girone A
| Calgary 7 gennaio 2008, ore 19:30 UTC-7 | Finlandia | 2 – 4 (1-1; 1-2; 0-1) referto | Germania | Norma Bush Arena (102 spett.) |

| Calgary 7 gennaio 2008, ore 19:45 UTC-7 | Canada | 11 – 2 (4-0; 4-1; 3-1) referto | Rep. Ceca | Father David Bauer Olympic Arena (976 spett.) |

| Calgary 8 gennaio 2008, ore 19:30 UTC-7 | Finlandia | 3 – 5 (2-2; 1-2; 0-1) referto | Rep. Ceca | Norma Bush Arena (106 spett.) |

| Calgary 8 gennaio 2008, ore 19:45 UTC-7 | Germania | 1 – 10 (0-2; 1-4; 0-4) referto | Canada | Father David Bauer Olympic Arena (1.024 spett.) |

| Calgary 9 gennaio 2008, ore 19:30 UTC-7 | Rep. Ceca | 3 – 2 (0-0; 1-0; 2-2) referto | Germania | Norma Bush Arena (121 spett.) |

| Calgary 9 gennaio 2008, ore 19:45 UTC-7 | Canada | 17 – 0 (6-0; 8-0; 3-0) referto | Finlandia | Father David Bauer Olympic Arena (1.052 spett.) |

| Pos. |           | PG | V | VOT | POT | P | GF | GS | DR  | Pt |
| 1.   | Canada    | 3  | 3 | 0   | 0   | 0 | 38 | 3  | +35 | 9  |
| 2.   | Rep. Ceca | 3  | 2 | 0   | 0   | 1 | 10 | 16 | -6  | 6  |
| 3.   | Germania  | 3  | 1 | 0   | 0   | 2 | 7  | 15 | -8  | 3  |
| 4.   | Finlandia | 3  | 0 | 0   | 0   | 3 | 5  | 26 | -21 | 0  |

### Girone B
| Calgary 7 gennaio 2008, ore 16:00 UTC-7 | Svezia | 4 – 1 (3-0; 1-0; 0-1) referto | Svizzera | Norma Bush Arena (98 spett.) |

| Calgary 7 gennaio 2008, ore 16:15 UTC-7 | Stati Uniti | 11 – 0 (3-0; 4-0; 4-0) referto | Russia | Father David Bauer Olympic Arena (452 spett.) |

| Calgary 8 gennaio 2008, ore 16:00 UTC-7 | Svezia | 14 – 0 (4-0; 5-0; 5-0) referto | Russia | Norma Bush Arena (52 spett.) |

| Calgary 8 gennaio 2008, ore 16:15 UTC-7 | Svizzera | 0 – 11 (0-5; 0-1; 0-5) referto | Stati Uniti | Father David Bauer Olympic Arena (401 spett.) |

| Calgary 9 gennaio 2008, ore 16:00 UTC-7 | Russia | 2 – 6 (0-1; 1-3; 1-2) referto | Svizzera | Norma Bush Arena (57 spett.) |

| Calgary 9 gennaio 2008, ore 16:15 UTC-7 | Stati Uniti | 6 – 2 (1-1; 2-1; 3-0) referto | Svezia | Father David Bauer Olympic Arena (397 spett.) |

| Pos. |             | PG | V | VOT | POT | P | GF | GS | DR  | Pt |
| 1.   | Stati Uniti | 3  | 3 | 0   | 0   | 0 | 28 | 2  | +26 | 9  |
| 2.   | Svezia      | 3  | 2 | 0   | 0   | 1 | 20 | 7  | +13 | 6  |
| 3.   | Svizzera    | 3  | 1 | 0   | 0   | 2 | 7  | 17 | -10 | 3  |
| 4.   | Russia      | 3  | 0 | 0   | 0   | 3 | 2  | 31 | -29 | 0  |

## Girone dei piazzamenti
Le terze classificate affrontano le squadre giunte quarte nell'altro gruppo e le vincenti dei due incontri si affrontano nella finale per il 5º e il 6º posto; le perdenti invece si sfidano per aggiudicarsi il 7º e l'8º posto.
| Calgary 11 gennaio 2008, ore 16:00 UTC-7 | Germania | 2 – 1 (0-1; 2-0; 0-0) referto | Russia | Norma Bush Arena (64 spett.) |

| Calgary 11 gennaio 2008, ore 19:30 UTC-7 | Svizzera | 2 – 7 (1-2; 0-3; 1-2) referto | Finlandia | Norma Bush Arena (61 spett.) |

### Finale per il 7º posto
| Calgary 12 gennaio 2008, ore 09:00 UTC-7 | Russia | 1 – 4 (1-1; 0-2; 0-1) referto | Svizzera | Norma Bush Arena (54 spett.) |

### Finale per il 5º posto
| Calgary 12 gennaio 2008, ore 12:30 UTC-7 | Germania | 4 – 1 (3-0; 0-1; 1-0) referto | Finlandia | Norma Bush Arena (76 spett.) |

## Fase ad eliminazione diretta
|  | Semifinali | Semifinali  | Semifinali |        |             | Finale          | Finale          | Finale          |  |
|  |            |             |            |        |             |                 |                 |                 |  |
|  | A2         | Rep. Ceca   | 0          |        |             |                 |                 |                 |  |
|  | A2         | Rep. Ceca   | 0          |        |             |                 |                 |                 |  |
|  | B1         | Stati Uniti | 8          |        |             |                 |                 |                 |  |
|  | B1         | Stati Uniti | 8          |        | Stati Uniti | Stati Uniti     | 5               |                 |  |
|  |            |             |            |        | Stati Uniti | Stati Uniti     | 5               |                 |  |
|  |            |             | Canada     | Canada | 2           |                 |                 |                 |  |
|  | B2         | Svezia      | Canada     | Canada | 2           | 1               |                 |                 |  |
|  | B2         | Svezia      |            |        |             | 1               |                 |                 |  |
|  | A1         | Canada      | 7          |        |             | Finale 3º posto | Finale 3º posto | Finale 3º posto |  |
|  | A1         | Canada      | 7          |        |             |                 |                 |                 |  |
|  |            |             |            |        |             |                 |                 |                 |  |
|  |            |             |            |        |             | Rep. Ceca       | Rep. Ceca       | 4               |  |
|  |            |             |            |        |             | Rep. Ceca       | Rep. Ceca       | 4               |  |
|  |            |             |            |        |             | Svezia          | Svezia          | 2               |  |

### Semifinali
| Calgary 11 gennaio 2008, ore 16:15 UTC-7 | Stati Uniti | 8 – 0 (2-0; 4-0; 2-0) referto | Rep. Ceca | Father David Bauer Olympic Arena (483 spett.) |

| Calgary 11 gennaio 2008, ore 19:45 UTC-7 | Canada | 7 – 1 (2-0; 4-0; 1-1) referto | Svezia | Father David Bauer Olympic Arena (1.628 spett.) |

### Finale per il 3º posto
| Calgary 12 gennaio 2008, ore 16:00 UTC-7 | Rep. Ceca | 4 – 2 (0-0; 1-0; 3-2) referto | Svezia | Father David Bauer Olympic Arena (512 spett.) |

### Finale
| Calgary 12 gennaio 2008, ore 19:30 UTC-7 | Stati Uniti | 5 – 2 (2-0; 2-1; 1-1) referto | Canada | Father David Bauer Olympic Arena (2.156 spett.) |

## Classifica marcatrici
| Giocatrice          | PG | G | A | Pt | +/- | MP |
| ------------------- | -- | - | - | -- | --- | -- |
| Marie-Philip Poulin | 5  | 8 | 6 | 14 | +15 | 4  |
| Camille Dumais      | 5  | 5 | 9 | 14 | +8  | 0  |
| Amanda Kessel       | 5  | 4 | 7 | 11 | +10 | 2  |
| Natalie Spooner     | 5  | 3 | 8 | 11 | +8  | 0  |
| Brooke Ammerman     | 5  | 6 | 4 | 10 | +8  | 4  |
| Ashley Cottrell     | 5  | 5 | 5 | 10 | +10 | 0  |
| Tara Watchorn       | 5  | 4 | 6 | 10 | +9  | 0  |
| Brianne Jenner      | 5  | 6 | 3 | 9  | +7  | 2  |
| Alena Polenska      | 5  | 6 | 3 | 9  | -2  | 0  |
| Carolyne Prevost    | 5  | 6 | 3 | 9  | +8  | 0  |

## Classifica portieri
| Giocatrice         | Min    | TC  | GS | SO | MGS  | Sv%   |
| ------------------ | ------ | --- | -- | -- | ---- | ----- |
| Alyssa Grogan      | 240:17 | 57  | 4  | 1  | 1.00 | 92.98 |
| Sophie Anthamatten | 299:30 | 242 | 24 | 0  | 4.81 | 90.08 |
| Valentina Lizana   | 180:15 | 80  | 8  | 1  | 2.66 | 90.00 |
| Julia Zorn         | 275:31 | 112 | 12 | 0  | 2.61 | 89.29 |
| Delayne Brian      | 210:05 | 61  | 8  | 0  | 2.28 | 86.89 |

## Classifica finale
| Pos | Squadra     |
| --- | ----------- |
| 1   | Stati Uniti |
| 2   | Canada      |
| 3   | Rep. Ceca   |
| 4   | Svezia      |
| 5   | Germania    |
| 6   | Finlandia   |
| 7   | Svizzera    |
| 8   | Russia      |

### Riconoscimenti
Riconoscimenti individuali
| Premio             | Giocatrice          |
| ------------------ | ------------------- |
| Miglior portiere   | Alyssa Grogan       |
| Miglior difensore  | Lauriane Rougeau    |
| Miglior attaccante | Marie-Philip Poulin |